# Прудченков, Фёдор Николаевич
Фёдор Николаевич Прудченков (1912—1976) — советский военный. Участник Великой Отечественной войны. Герой Советского Союза (1943). Майор.

## Биография
Фёдор Николаевич Прудченков родился 17 января 1912 года в деревне Глотово Новосильского уезда Тульской губернии Российской империи (ныне деревня Корсаковского района Орловской области Российской Федерации) в семье служащего. Русский. Образование 5 классов. После окончания школы жил в городе Москве. Работал на заводе. В 1934—1938 проходил службу в рядах Рабоче-крестьянской Красной Армии. Окончил полковую школу младших командиров и курсы младших лейтенантов запаса. После демобилизации жил в городе Орле. Служил командиром взвода военизированной охраны.
Вновь в Красную Армию Ф. Н. Прудченков был призван 27 октября 1941 года. В боях с немецко-фашистскими захватчиками младший лейтенант Ф. Н. Прудченков с 6 декабря 1941 года на Юго-Западном фронте в должности командира стрелкового взвода 498-го стрелкового полка 132-й стрелковой дивизии 13-й армии. Боевое крещение принял под Ельцом в ходе Елецкой операции. 24 декабря 1941 года дивизия, в которой служил Ф. Н. Прудников, была передана вновь образованному Брянскому фронту и заняла оборонительные позиции под Ливнами, которые удерживала до января 1943 года. В ноябре 1942 года Фёдор Николаевич был ранен, но к началу Воронежско-Касторненской операции уже был в строю. Перед началом наступления он получил звание лейтенанта и принял под командование 7-ю стрелковую роту 3-го стрелкового батальона 498-го стрелкового полка. 26 января 1943 года при прорыве обороны противника на высоте 211,2 лейтенант Прудченков со своей ротой первым ворвался в траншеи врага. Огнём из личного оружия Фёдор Николаевич в бою лично уничтожил до 70 вражеских солдат и офицеров. Во время наступления дивизии в направлении Касторная рота Ф. Н. Прудченкова действовала в авангарде своего полка. 29 января в районе деревни Куликовка Воловского района Курской области рота Прудченкова сломила ожесточённое сопротивление противника, отразив 18 яростных контратак, и обеспечила быстрое продвижение вперёд основных сил полка. После завершения операции 132-я стрелковая дивизия была придана 60-й армии и принимала участие в Харьковской операции. Лейтенант Ф. Н. Прудченков в составе своего подразделения освобождал город Щигры. В марте 1943 года дивизия вернулась в состав 13-й армии и заняла оборону на Центральном фронте на северном фасе Курской дуги. Перед началом Курской битвы дивизия была подчинена 70-й армии, а Фёдор Николаевич принял под командование 2-й стрелковый батальон 605-го стрелкового полка.
В ходе Курской стратегической оборонительной операции батальон лейтенанта Ф. Н. Прудченкова, оказавшийся на направлении главного удара рвавшейся к Курску немецко-фашистской группы армий «Центр», неоднократно демонстрировал образцы стойкости и мужества. Грамотно распределив силы батальона и его огневые средства, лейтенант Прудченков за семь дней боёв отразил 17 атак немецкой пехоты, поддерживаемой танками и авиацией. Самым тяжёлым для него днём оказалось 8 июля 1943 года. Противник сумел ворваться в траншеи батальона, но бойцы Прудченкова не дрогнули. В течение ожесточённого четырёхчасового боя в траншеях они уничтожили до 50 вражеских солдат и отбросили неприятеля на исходные позиции. Всего в ходе оборонительной фазы сражения на Курской дуге 2-й стрелковый батальон под командованием лейтенанта Ф. Н. Прудченкова уничтожил 4 танка, в том числе 2 тяжёлых танка Т-VI «Тигр», 4 артиллерийских орудия, 5 станковых и 10 ручных пулемётов и свыше 1000 солдат и офицеров вермахта. В ходе Орловской наступательной операции Курской битвы Фёдор Николаевич был ранен, но остался в строю. За отличие в Курской битве В. Ф. Прудченков был награждён орденом Красного Знамени и произведён в старшие лейтенанты. Особо отличился в Битве за Днепр.
5 сентября 1943 года 132-я стрелковая дивизия в составе 60-й армии перешла в наступление в ходе Черниговско-Припятской операции. При прорыве обороны врага действовавший на острие атаки 605-го стрелкового полка 2-й стрелковый батальон старшего лейтенанта Ф. Н. Прудченкова стремительным ударом сломил сопротивление противника, и быстро продвигаясь вперёд, обеспечил высокий темп наступления основных сил своего полка. Его батальон первым ворвался в город Конотоп, а позднее — в Бахмач. В боях за освобождение Левобережной Украины бойцами Прудченкова было уничтожено 15 огневых точек противника, 2 артиллерийских орудия, 2 автомашины и до двух рот пехоты неприятеля. Пройдя с боями более 300 километров, батальон Прудченкова в двадцатых числах сентября 1943 года первым в полку вышел к Днепру в районе населённого пункта Старый Глыбов, и в ночь на 25 сентября форсировав водную преграду, захватил плацдарм на правом берегу реки у села Страхолесье. Смелые и решительные действия старшего лейтенанта Ф. Н. Прудченкова обеспечили успешное форсирование Днепра основными силами полка. В боях за удержание и расширение захваченного плацдарма Фёдор Николаевич личным примером мужества и отваги неоднократно вдохновлял своих бойцов на выполнение поставленных боевых задач. 6 октября 1943 года старший лейтенант Ф. Н. Прудченков был тяжело ранен и эвакуирован в госпиталь. За успешное форсирование реки Днепр севернее Киева, прочное закрепление плацдарма на западном берегу реки Днепр и проявленные при этом отвагу и геройство указом Президиума Верховного Совета СССР от 17 октября 1943 года старшему лейтенанту Прудченкову Фёдору Николаевичу было присвоено звание Героя Советского Союза.
После ранения Фёдор Николаевич долго лечился в госпитале. После выздоровления его направили на Курсы усовершенствования командного состава «Выстрел», которые он окончил в 1945 году. Вернувшись на фронт в звании капитана, Ф. Н. Прудченков участвовал в Берлинской наступательной операции. После окончания Великой Отечественной войны Фёдор Николаевич продолжал служить в вооружённых силах СССР до 1958 года. В запас он уволился в звании майора. Жил в городе Болхове Орловской области, работал на Болховском ремонтно-механическом заводе. 6 августа 1976 года Фёдор Николаевич скончался. Похоронен в Болхове на Всехсвятском кладбище.

## Награды
- Медаль «Золотая Звезда» (17.10.1943);
- орден Ленина (17.10.1943);
- два ордена Красного Знамени (17.02.1943; 08.08.1943);
- орден Александра Невского (13.10.1943);
- орден Красной Звезды (1956);
- медали.

## Память
- Имя Героя Советского Союза Ф. Н. Прудченкова увековечено на аллее Великой Отечественной войны в городе Орле.

## Документы
- Общедоступный электронный банк документов «Подвиг Народа в Великой Отечественной войне 1941—1945 гг.» Дата обращения: 21 июня 2013. Архивировано из оригинала 13 марта 2012 года.

Представление к званию Героя Советского Союза. Дата обращения: 21 июня 2013. Архивировано 28 июня 2013 года.
Орден Красного Знамени (наградной лист и приказ о награждении от 17.02.1943). Дата обращения: 21 июня 2013. Архивировано 28 июня 2013 года.
Орден Красного Знамени (наградной лист и приказ о награждении от 08.08.1943). Дата обращения: 21 июня 2013. Архивировано 28 июня 2013 года.
Орден Александра Невского наградной лист и приказ о награждении). Дата обращения: 21 июня 2013. Архивировано 28 июня 2013 года.